# Androcymbium wyssianum
Androcymbium wyssianum là một loài thực vật có hoa trong họ Colchicaceae. Loài này được Beauverd & Turrett. miêu tả khoa học đầu tiên năm 1938.